# سد وادي شعيب
سد وادي شعيب سد مائي يقع في محافظة البلقاء في المملكة الأردنية الهاشمية، وهو من النوع الترابي يستعمل للري والتغذية الجوفية، سعة التخزين 1.4 مليون متر مكعب. تم إنشاء السد سنة 1969.